# Marko Marić
Pour les articles homonymes, voir Marić.
Marko Marić est un footballeur croate évoluant au poste de milieu né le 25 avril 1983 à Zagreb.

## Biographie
Ex-capitaine des Espoirs de Croatie, Marko Maric a suivi sa formation au NK Zagreb. En 2005, il rejoint le club athénien du AO Aigáleo en première division grecque.
Le 9 juillet 2007, il signe au LOSC mais il ne joue que 4 matchs en Ligue 1 et un en Coupe de la Ligue.
Lors de la saison 2008-2009, il fait son retour en L1 à Monaco, treize mois après son dernier match en championnat à la suite de différentes blessures ou plusieurs fois écarté en CFA, malgré plusieurs convocations de Rudi Garcia, il ne rentrera plus jamais sur le terrain lors de cette saison.
Lors de la saison 2009/2010 après des blessures et des maladies, il recommence peu à peu à jouer en CFA à partir de fin novembre.
Le 29 janvier 2010, le LOSC annonce sur son site officiel son départ pour le Skoda Xanthi et le remercie pour son état d'esprit exemplaire.
Au mercato estival 2010, il part faire un essai non concluant à l'ESTAC qui vient de remonter en L2.
Au mercato estival 2012, il fait un essai non concluant également à l'AJ Auxerre qui vient de descendre en L2.
Le 3 mars 2011, Marko Maric s'engage à Chicago en MLS. En janvier 2013, il s'engage à Roda JC[réf. nécessaire].

## Statistiques
| Saison          | Club         | Pays       | Championnat         | Championnat | Championnat | Championnat  | Championnat  | Europe | Europe | Europe |
| Saison          | Club         | Pays       | Division            | Matchs      | Buts        | Cartons      | Cartons      | Coupe  | Matchs | Buts   |
| --------------- | ------------ | ---------- | ------------------- | ----------- | ----------- | ------------ | ------------ | ------ | ------ | ------ |
| Saison          | Club         | Pays       | Division            | Matchs      | Buts        | Carton jaune | Carton rouge | Coupe  | Matchs | Buts   |
| 2003 - 2004     | NK Zagreb    | Croatie    | D1                  | 16          | 0           | ?            | ?            |        |        |        |
| 2004 - 2005     | NK Zagreb    | Croatie    | D1                  | 19          | 0           | ?            | ?            |        |        |        |
| 2005 - 2006     | AO Aigáleo   | Grèce      | D1                  | 24          | 1           | ?            | ?            |        |        |        |
| 2006 - 2007     | AO Aigáleo   | Grèce      | D1                  | 17          | 0           | ?            | ?            |        |        |        |
| 2007 - 2008     | Lille OSC    | France     | Ligue 1             | 4           | 1           | 0            | 0            | /      | /      | /      |
| 2008 - 2009     | Lille OSC    | France     | Ligue 1             | 1           | 0           | 0            | 0            | /      | /      | /      |
| 2009 - Jan.2010 | Lille OSC    | France     | Ligue 1             | 0           | 0           | 0            | 0            | /      | /      | /      |
| Jan.2010 - 2010 | Skoda Xanthi | Grèce      | D1                  | 4           | 0           | /            | /            | /      | /      | /      |
| Mar.2011 - 2011 | Chicago Fire | États-Unis | Major League Soccer | 1           | 0           | /            | /            | /      | /      | /      |